# Rivière Cloutier
Pour les articles homonymes, voir Cloutier.
La rivière Cloutier coule dans les municipalités de Sainte-Apolline-de-Patton, Notre-Dame-du-Rosaire, Cap-Saint-Ignace, dans la municipalité régionale de comté (MRC) de Montmagny, dans la région administrative de Chaudière-Appalaches, au Québec, au Canada.
La rivière Cloutier est un affluent de la rive sud-ouest du bras Saint-Nicolas, lequel se déverse sur la rive sud-est de la rivière du Sud ; cette dernière coule vers le nord-est jusqu'à la rive sud du fleuve Saint-Laurent.

## Géographie
Les principaux bassins versants voisins de la rivière Cloutier sont :
- côté nord : fleuve Saint-Laurent, bras Saint-Nicolas, rivière Inconnue ;
- côté est : Bras Saint-Nicolas, rivière Méchant Pouce ;
- côté sud : rivière du Sud, rivière Fraser, rivière Alick ;
- côté ouest : rivière des Perdrix, rivière du Sud[2].

La rivière Cloutier prend sa source sur le versant nord des monts Notre-Dame, dans la municipalité de Sainte-Apolline-de-Patton. Plusieurs branches de ruisseaux de montagnes et forestiers alimentent la tête de la rivière Cloutier.
À partir de sa source, la rivière Cloutier coule sur environ 10 km, répartis selon les segments suivants :
- vers le nord en prononçant une courbe vers l'ouest, dans Sainte-Apolline-de-Patton, jusqu'à la limite de Notre-Dame-du-Rosaire ;
- vers le nord, jusqu'à la limite des cantons d'Ashburton (Notre-Dame-du-Rosaire) et de Bourdages (Sainte-Apolline-de-Patton) ;
- vers le nord-est, jusqu'à la limite entre Sainte-Apolline-de-Patton et Cap-Saint-Ignace ;
- en formant une boucle vers le nord dans Cap-Saint-Ignace, jusqu'à la limite de Sainte-Apolline-de-Patton ;
- vers le nord-est, jusqu'à sa confluence.

La rivière Cloutier se déverse sur la rive sud-ouest du bras Saint-Nicolas. Cette confluence est située en amont de la Grande Écluse et en aval de l'embouchure de la rivière Méchant Pouce.

## Toponymie
Le toponyme Rivière Cloutier a été officialisé le 5 décembre 1968 à la Commission de toponymie du Québec.